# Днистровый, Анатолий Александрович
Анато́лий Днистровы́й (укр. Анатолій Дністровий, настоящее имя Анатолий Александрович Астафьев, родился 30 июля 1974, Тернополь, УССР) — украинский эссеист, романист, поэт.

## Биография
Анатолий Днистровый родился 30 июля 1974 года в городе Тернополь, Украина. Сын поэта и литературоведа, профессора, доктора филологических наук Александра Астафьева. Основатель литературной группы «Друзья Элиота» (1993—1996). Член украинского ПЕН-клуба.
Учился в тернопольской средней школе № 20. Окончил Тернопольское профтехучилище № 2 (1991), историко-филологический факультет Нежинского педагогического университета имени Николая Гоголя (1997), аспирантуру на кафедре философии Киевского национального аграрного университета (2000). Кандидат философских наук (2001).
В разные года преподавал в Национальном аграрном университете (ассистент кафедры философии, 1997—2000), Киевском национальном университете им. Тараса Шевченко (гостевой доцент Института филологии, 2003). Работал в Национальном институте стратегических исследований (отдел этнополитики, заместитель руководителя, 2001—2005), в журнале «Український тиждень» (руководитель спецпроектов, редактор культуры, 2009—2011). С 2011 года — директор с пиара издательства «Грани-Т».
Анатолий Днистровый работает на грани контркультуры и городской прозы с выразительными социальной и психологической линиями. Один с немногих украинских писателей, который в юности имел «уличный опыт». Последним романам присуща эссеистичность. Днистровый стал известен читателю своей молодёжной трилогией — романы «Город замедленного действия» (2003), «Пацыки» (2005), «Тибет на восьмом этаже» (2005, издательское название — «Патетичное заблуждение»).
Панорамная языковая амплитуда романов (криминальное арго, молодёжный сленг) были использованы в подготовке украинских лингвистических словарей, например профессором, доктором филологических наук, Лесей Ставицкой («Короткий словник жаргонної лексики української мови», Київ: Критика, 2003, «Українська мова без табу: словник нецензурної лексики та її відповідників» (Київ: Критика, 2008). Романы Днистрового стали объектами научного анализа и многих диссертационных исследований литературоведов, лингвистов, социологов.
Роман «Пацыки» вошёл в десятку лучших за версией интернет-опроса Книги года Би-Би-Си и «Книга года» в 2005-м.
Роман «Дрозофила над томом Канта» вошёл в пятерку лучших за версией экспертов Книга года Би-Би-Си 2010.
Иными составляющими творчества являются поэтический корпус (наиболее удачной критики отмечают верлибровую часть, эксперименты с ретроурбанизмом и культурной памятью) и весомый корпус эссеистики, главными линиями которой являются литературоведение и философия творчества, политико-философские тексты о либеральной демократии и национализме в эпоху посткоммунизма.
Днистровый переводит с немецкого, чешского, польского и белорусского языков (Георг Тракль, Йозеф Вайнгебер, Пауль Целан, Готфрид Бенн, Хергард Фрич, Витезслав Незвал, Алесь Рязанов). Поэтические произведения Днистрового переводились на немецкий, армянский и белорусский языки.
Днистровый воспитывает дочь Марту-Марию.

## Творчество

### Проза
Повесть Анатолия Днистрового «Неизвестный за окном» (2001) — небольшая история карьеры молодого журналиста Марка Сегеды, где в единое целое сплелись неудачная любовь, моральное падение и политическая продажность масс-медиа в провинциальном городе.
Роман «Город замедленного действия» (2003) — урбанистическая картина с повседневной жизни современных подростков, которые стали на путь преступлений. Роман написан грубой, низкой лексикой в манере жесткой прозы.
Западноукраинские банды гопов-подростков (город Тернополь) в последние годы СССР — главная тема одного с самых лучших произведений писателя «Пацыки» (2005). Живой жаргонный западноукраинский язык, хорошее знание «пэтэушного материала» и тщательный анализ «тяжелых» подростков формируют ретроспективно точную картину времени двадцатилетней давности.
Роман «Тибет на восьмом этаже» (2005, издательское название — «Патетичное заблуждение») — о последних годах украинской «доэлектронной» эпохи в небольшом городишке Нежине. Голодные и счастливые студенты, сексуально озабоченные заочницы, эксгибизионисты в кустах возле корпусов университета, провинциальные криминальные авторитеты, а также дилетантский треп студентов-друзей о поэзии, музыке и Тибете — далеко не весь кошмар, который предлагает роман.
Роман «Дрозофила над томом Канта» (2010) — об украинском интеллектуале конца 90-х, который существует в аморфном состоянии, так и не родившись по-настоящему. Ни любовные авантюры, ни интеллектуальные опыты не приближают его к душевному равновесию. Автор разрабатывает классический сюжет конфликта между вечным и сиюминутным, а метафорой интеллектуала «без почвы» в его романе является хаотичное и непрогнозированное поведение маленькой мушки дрозофилы, которая живёт один день и питается продуктами распада и гнилья, как ученые — на помойке чужих идей. Критика сравнивает этот роман Днистрового с традицией украинских прозаиков-интеллектуалов 20-х Виктора Петрова и Валерьяна Пидмогильного.
Издания, публикации

### Поэтические сборники
«Проповедь к магме» («Проповідь до магми», Київ: Гранослов, 1998),
«На смерть Клио» («На смерть Кліо, Київ: Смолоскип, 1999),
„Наблюдения“ (Спостереження», Київ: Нова деґенерація, 1999),
«Желтая мгла» («Жовта імла», Донецьк: Норд-пресс, 2001),
«Брошенные города» («Покинуті міста», Хмельницький — Київ, 2004),
«Хроника печатной машинки» («Хроніка друкарської машинки» (Луцьк: Твердиня, 2009),

### Романы
«Неизвестный за окном» («Невідомий за вікном», Київ: Факт, 2001),
«Город замедленного действия» (Місто уповільненої дії", Київ: Факт, 2003),
«Пацыки: конкретный роман» (Київ: Факт, 2005),
«Тибет на восьмом этаже» («Тибет на восьмому поверсі», видавнича назва — «Патетичний блуд»; Київ: Фоліо, 2005),
«Дрозофила над томом Канта» (Львів: Піраміда, 2010).

#### Книги эссе
«Автономия Орфея» (Харьков: Акта, 2008),
«Надломы и консенсус» (Харьков: Акта, 2008),
«Письмо с окраины» (Киев: Грани-Т, 2010),
Другие издания
«Друзі Еліота: Анатолій Дністровий». Українські літературні школи та группи 60-90-х рр. ХХ ст. (Львів: Піраміда (серія «Приватна колекція», 2009).

### Медийный проект Днистрового: «Диалоги» с интеллектуалами и писателями
«Украинская история имеет смысл в измерении европейской истории» (разговор с историком Романом Шпорлюком). Опубликовано на портале журнала «Український тиждень», 01.06.2010: http://tyzhden.ua/Publication/4666 Архивная копия от 12 декабря 2011 на Wayback Machine
«Уберечь творческую свободу человека» (разговор с религиозным философом Мирославом Мариновичем). Опубликовано на портале «Український тиждень», 07.10.2010: https://web.archive.org/web/20101013004615/http://ut.net.ua/online/218/0/184/
«Мыслить как свободные люди» (разговор с историком литературы Леонидом Ушкаловым). Опубликовано в журнале «Український тиждень», 15 марта, 2011: http://www.ut.net.ua/Culture/18439 Архивная копия от 28 апреля 2011 на Wayback Machine
«Мудрость ретроспекции» (разговор с историком Андреа Грациози): Опубликовано в журнале «Український тиждень», № 3, 21-27 января 2011.
«Блажен Господь, ибо геенну создал» (разговор с поэтом Василем Герасимьюком). Опубликовано в газете «Література плюс», № 2 (27), апрель 2001.
«Преодоление депрессивного синдрома» (разговор с поэтом Виктором Небораком). Опубликовано на портале журнала «Український тиждень», 12.10.2010: https://web.archive.org/web/20101224071629/http://ut.net.ua/online/215/0/210/
«Непокоренный романтик» (разговор с актором Григорием Гладием). Опубликовано в журнале «Український Тиждень», № 41 (154) 08.10.2010: https://web.archive.org/web/20101013032113/http://ut.net.ua/art/169/0/4403/
«Говорить спасибо за литературу — это очень много» (разговор с писателем Дзвинкой Матияш). Опубликовано в журнале «Книжковий клуб плюс», № 5 (39), 2005.
«Гражданская поэзия может родится заново» (разговор с писателем Иваном Андрусяком). Опубликовано на портале журнала «Український тиждень», 01.10.2010: https://web.archive.org/web/20110130231843/http://www.ut.net.ua/online/218/0/172/
«Прагматизм успеха» (разговор с писателем Андреем Курковым). Опубликовано в журнале «Український тиждень», № 23 (136) 11.06.2010: https://web.archive.org/web/20100710120749/http://www.ut.net.ua/online/215/0/30
«Только демократия является легитимным устройством» (разговор с философом права Филиппом Рено). Опубликовано в журнале «Український тиждень», № 22 (135) 04.06.2010: https://web.archive.org/web/20100611095129/http://www.ut.net.ua/art/166/0/3987/
«Мыслить значит научиться жить» (разговор с философом Мишелем Онфрэ). Опубликовано в журнале «Український тиждень», № 13 (126) 01.04.2010 (в соавторстве с Наталей Петринской): http://www.ut.net.ua/art/166/0/3734/ (недоступная+ссылка)
«Логика демократии» (разговор с историком философии Флораном Генаром). Опубликовано в журнале «Український тиждень», № 45 (158) 05.11.2010: https://web.archive.org/web/20101111094046/http://ut.net.ua/art/166/0/4496/
«Nova vita философии» (разговор с социальным философом Оливье Ремо). Опубликовано в журнале «Український тиждень», № 46 (159) 14.11.2010): http://www.ut.net.ua/art/166/0/4519/ (недоступная+ссылка)
«Давайте слушать реальность» (разговор с политическим философом Пьером Аснером). В соавторстве с Жанной Безпятчук. Опубликовано в журнале "Український тиждень, № 51, 17-23 декабря, 2010: https://web.archive.org/web/20101231175818/http://www.ut.net.ua/art/166/0/4646/
«Без страха перед историей» (розговор с историком Тимоти Снайдером). В соавторстве с Жанной Безпятчук. Опубликовано в журнале «Український тиждень», 1 марта, 2011: http://www.ut.net.ua/World/18920 Архивная копия от 17 октября 2011 на Wayback Machine

### Интервью с Анатолием Днистровым
Анатолий Днистровый: «Я — Жуков» (Украинская правда. Жизнь, 17.09.2008): http://life.pravda.com.ua/interview/2008/09/17/8259/ Архивная копия от 23 января 2022 на Wayback Machine
Анатолий Днистровый: У сильного человека карьерой является творчество (День, № 192—193, п’ятниця, 22 жовтня 2010): http://www.day.kiev.ua/313719
Анатолий Днистровый: «Страна реально в жопе видела своих героев» (Літакцент, 19 листопада 2010): http://litakcent.com/2010/11/19/anatolij-dnistrovyj-krajina-realno-v-dupi-bachyla-svojih-herojiv/ Архивная копия от 4 февраля 2012 на Wayback Machine
Анатолий Днистровый: «Меня называют Макаренко в прозе…» (газета «Свобода», (Тернопіль), № 84, 17 жовтня 2008, с.8).
Дилетант во всех жизненных сферах (Украинская правда. Жизнь. 30.06.2008): http://life.pravda.com.ua/columns/4868ecd79d19b/ Архивная копия от 27 августа 2008 на Wayback Machine
Анатолий Днистровый. «Литературным трудом у нас не проживешь». Власть и политика, 13-19 февраля, 2004.
«Книжковий Кошик» № 60 Анатолий Днистровый (ч.2): https://www.youtube.com/watch?v=jv0NFC_83T8&feature=related Архивная копия от 19 апреля 2016 на Wayback Machine

### Об Анатолие Днистровом (на украинском языке)
Світлана Матвієнко. Двері, які, напевно, є // Art Line. — 1999. — Ч. 6-7. — С. 16-18.
Олександр Михед. Не таке «Письмо» // Літакцент, 22.09.2010: https://web.archive.org/web/20100925035229/http://litakcent.com/2010/09/22/ne-take-pysmo.html
Ярослав Голобородько. Аксессуари «конкретної прози» (марґінальний простір Анатолія Дністрового) // Київська Русь, книга VII, 2006.
Ярослав Голобородько. Інвестиції «реалу»: прозовий портал Анатолія Дністрового // Книжник review, № 6, 2006.
Ярослав Голобородько. Анатолій Дністровий — романний тріал як діґґер-клаб / Ярослав Голобородько. Артеґраунд. Український літературний істеблішмент. — Київ: Факт, 2006.
Тетяна Трофименко. «Патетичний блуд» Анатолія Дністрового: гопницька романтика і внутрішній Тибет // MediaPost on-line, 5 ноября 2007: http://www.mediaport.ua/news/culture/46525 Архивная копия от 4 марта 2016 на Wayback Machine
Тетяна Трофименко. Чи далеко пацику до дрозофіли? // ZAXID.NET, 07.12.2010: https://web.archive.org/web/20101221101043/http://www.zaxid.net/article/81225/
Іван Андрусяк. Пацики й імовірність майбутнього // Книжник review, № 22, 2003.
Соня Мармеладова. Польові дослідження тернопільських пациків // Кур’єр Кривбасу, липень 2005, № 188.
Иван Андрусяк. Педагогический роман: выпущенные издательством «Факт» «Пацики» Анатолия Днистрового можно рассматривать и как украинский ответ тупорылой «Бригаде»/ Столичные новости, № 18, 17-23 мая, 2005.
Ростислав Семків. Блов-ап Дністрового // Книжник review, № 8-9, 2005.
Анастасія Гречанівська. Український Берджес // Україна молода, № 125, 12.07.2005.
Дмитро Стус. Чоловіки сповідаються // Дзеркало тижня, № 25, 2-8 липня 2005.
Эксперты ВВС об романе «Дрозофила над томом Канта» http://www.bbc.co.uk/ukrainian/entertainment/2010/10/101029_book_dnistrovyj_drozofila_sp.shtml Архивная копия от 2 ноября 2010 на Wayback Machine
Олег Коцарев. Сентиментальна дрозофіла // Літакцент, 21 листопада 2010: http://litakcent.com/2010/11/21/sentymentalna-drozofila/ Архивная копия от 2 апреля 2014 на Wayback Machine
Володимир Єрмоленко. Автономія Орфея // Український журнал, № 4, 2009: http://ukrzurnal.eu/ukr.archive.html/387/ Архивная копия от 5 марта 2016 на Wayback Machine